# NPa Goiana (P-43)
O NPa Goiana (P-43) é uma embarcação da Marinha do Brasil, da Classe Grajaú, que exerce a função de navio-patrulha.

## Missão
Tem como missão a Inspeção Naval, a Patrulha Naval, a Salvaguarda da Vida Humana no Mar, e a Fiscalização das Águas Territoriais Brasileiras.
Sediado no porto brasileiro de Natal, Rio Grande do Norte, atua na área de responsabilidade do 3º Distrito Naval, integrando o Grupamento Naval do Nordeste.
Foi ordenado em 1987, como parte do primeiro lote de duas unidades da classe. Encomendado inicialmente ao estaleiro Caneco, sendo logo em seguida o contrato cancelado e transferido para o estaleiro Mauá.
O batimento de quilha aconteceu em 9 de dezembro de 1989, foi lançado ao mar em 26 de janeiro de 1994, e incorporado à Armada em 26 de fevereiro de 1997.

## Origem do nome
É o terceiro navio da Armada com este nome, em homenagem ao Rio Goiana e a cidade homônima no Estado de Pernambuco.
O primeiro barco foi a Escuna Goiana e o segundo foi o caça-submarino, CS Goiana (G-6), que atuou na Segunda Guerra Mundial.

## Características
- Deslocamento: 197 ton (padrão), 217 ton (carregado)
- Dimensões (metros): comprimento 46,5 m; largura 7,5m; calado 2,3m
- Velocidade (nós): 26 (máxima)
- Propulsão: 2 motores diesel MTU 16V 396 TB94 de 2.740 bhp cada
- Combustível: 23 toneladas de capacidade
- Autonomia: 4.000 Km a 12 nós; 10 dias em operação contínua
- Sistema Elétrico: 3 geradores diesel no total de 300 Kw.
- Armamento:
  - 1 canhão Bofors L/70 40mm com 12 km de alcance
  - 2 canhões Oerlikon 20mm com 2 km de alcance, em dois reparos simples.
- Tripulação: 29 homens
- Equipamentos:
  - 1 lancha tipo (RHIB), para 10 homens;
  - 1 bote inflável para 6 homens;
  - 1 guindaste para 620 kg.